# Thermidorreaktionen
Thermidorreaktionen var en politisk period under franska revolutionen mellan slutet av skräckväldet och Robespierres fall under Thermidorkrisen (juli 1794, thermidor enligt revolutionskalendern) och inrättandet av direktoriet i november 1795, som präglades av en reaktion mot den yttersta vänstern. Jakobinerna, Berget och dess sympatisörer undertrycktes brutalt, och radikala reformer såsom avkristningen återkallades eller fullföljdes inte längre, för att åstadkomma stabilitet genom att vinna stöd även hos överklassen.   